# FK Klaipėda
Der FC Klaipėda war ein litauischer Fußballverein aus Klaipėda. Der junge Verein spielt derzeit in der II Lyga, der dritten litauischen Liga.

## Vereinsgeschichte
Der Verein wurde 2005 als FK Glestum gegründet und begann seinen Spielbetrieb in der dritten Spielklasse. Zwei Jahre später stieg Glestum in die zweite Liga auf. Am 19. August 2009 wurde der Verein in FC Klaipėda umbenannt. Da aufgrund einer Neustrukturierung der Profiligen die Anzahl der Teilnehmer in der A Lyga von acht auf elf anstieg, reichte dem Verein bereits ein fünfter Platz, um sich zur Saison 2010 für die erste Spielklasse zu qualifizieren. Dort stieg man 2011 jedoch wieder ab, nachdem man sowohl sportlich, als auch formell nicht die Klasse halten konnte, da man keine Lizenz für 2012 erhielt. Man wurde stattdessen sogar in die dritte Liga strafversetzt.